# Daniel Ginczek
Daniel Ginczek (Arnsberg, 1991. április 13. –) német labdarúgó, a Fortuna Düsseldorf csatára. Nagyszülei révén sziléziai származású.

## Klubcsapatokban

### Borussia Dortmund
A 2007–08-as szezonban ő lett az U17-es bajnokság gólkirálya. Gólátlaga jobb volt, mint 1/1, mert 25 meccsen 26 gólt lőtt. AZ U18-as válogatottban 6 meccsen 3 gólt, az U19-esben 7 meccsen 1 gólt lőtt.
A 2008–09-es szezontól a tartalékcsapat tagja volt. Profi szinten 2009. július 28-án, az Eintracht Braunschweig tartalékcsapata elleni gól nélküli meccsen mutatkozott be.
2010-ben felkerült a Borussia Dortmund első csapatába.

### VfL Bochum – kölcsönben
2011. június 11-én a szezon végéig kölcsönadták a Bochumnak. Első gólját július 22-én az FSV Frankfurt 1–0-s legyőzésekor lőtte.

### FC St. Pauli – kölcsönben
2012 júniusában a szezon végéig kölcsönben a St. Pauli játékosa lett. Első gólját augusztus 18-án, az Offenburger FV ellen 3–0-ra megnyert kupameccs 77. percében lőtte. A hamburgi csapat kulcsjátékosává vált, 31 meccsen 18 gólt lőtt.

### 1. FC Nürnberg
2013. június 3-án megszületett a megállapodás, hogy Ginczek nem nyilvános összegért az élvonalbeli 1. FC Nürnberghez szerződik, három évre írt alá.

### VfB Stuttgart
A 2014–15-ös szezonra a  VfB Stuttgartba szerződött.

### Wolfsburg
2018 nyarán a VfL Wolfsburg játékosa lett.

### Fortuna Düsseldorf
2022. január 29-én aláírt a Fortuna Düsseldorf csapatához.

## Válogatottban
Ginczek játszott az U17-es, U18-as és az U19-es válogatottban. 2010 és 2012 közt szerepelt a német U21-es labdarúgó-válogatottban.

## Statisztikák
2014. június 7. szerint
| Klub        | Klub                 | Klub              | Bajnokság | Bajnokság | Kupa      | Kupa      | Összesen | Összesen |
| Szezon      | Klub                 | Bajnokság         | Meccs     | Gól       | Meccs     | Gól       | Meccs    | Gól      |
| Németország | Németország          | Németország       | Bajnokság | Bajnokság | DFB-Pokal | DFB-Pokal | Összesen | Összesen |
| ----------- | -------------------- | ----------------- | --------- | --------- | --------- | --------- | -------- | -------- |
| 2008–09     | Borussia Dortmund II | Regionalliga West | 16        | 10        | —         | —         | 16       | 10       |
| 2009–10     | Borussia Dortmund II | 3. Liga           | 29        | 6         | —         | —         | 29       | 6        |
| 2010–11     | Borussia Dortmund II | Regionalliga West | 21        | 12        | —         | —         | 21       | 12       |
| 2011–12     | VfL Bochum           | 2. Bundesliga     | 29        | 5         | 3         | 2         | 32       | 7        |
| 2012–13     | FC St. Pauli         | 2. Bundesliga     | 31        | 18        | 2         | 1         | 33       | 19       |
| 2013–14     | 1. FC Nürnberg       | Bundesliga        | 17        | 3         | 1         | 1         | 18       | 4        |
| 2014–15     | VfB Stuttgart        | Bundesliga        |           |           |           |           |          |          |
| Összesen    | Németország          | Németország       | 143       | 54        | 6         | 4         | 149      | 58       |
| Összesen    | Összesen             | Összesen          | 143       | 54        | 6         | 4         | 149      | 58       |

## Fordítás
Ez a szócikk részben vagy egészben  a   Daniel Ginczek című angol Wikipédia-szócikk ezen változatának fordításán alapul.  Az eredeti cikk szerkesztőit annak laptörténete sorolja fel. Ez a jelzés csupán a megfogalmazás eredetét és a szerzői jogokat jelzi, nem szolgál a cikkben szereplő információk forrásmegjelöléseként.